# Thủ tướng
Thủ tướng (Tổng lý) là chức vụ dành cho người đứng đầu chính phủ của một quốc gia, là nhân vật lãnh đạo chính trị cao nhất trong chính phủ của một quốc gia theo thể chế đại nghị, hay chức vị hành chính cao nhất trong chính phủ của một quốc gia theo chính thể cộng hòa.

## Từ nguyên
Xưng hiệu "Thủ tướng" (chữ Hán: 首相) bắt nguồn từ Trung Quốc, là gọi tắt của "thủ tịch tể tướng" (首席宰相), vốn là chỉ người có chức vị cao nhất trong các tể tướng. Hiện nay, trong tiếng Trung Quốc thủ tướng là thông xưng của người đứng đầu nội các các quốc gia theo thể chế quân chủ lập hiến.
Tại Cộng hoà Nhân dân Trung Hoa, Triều Tiên, Hàn Quốc và Nhật Bản, thông xưng chỉ người đứng đầu chính phủ trung ương các nước này đều là "Tổng lý" (總理). Từ "Tổng lý" có nghĩa gốc là quản lý chung, quản lý toàn diện, từ đó mà có thêm nghĩa dẫn thân chỉ người phụ trách hoặc người lãnh đạo của một số sự vụ, bộ môn, cơ cấu, tổ chức. Xét theo từ nguyên và ý nghĩa thì từ thủ tướng chỉ nên dùng để gọi người đứng đầu chính phủ các quốc gia theo chế độ quân chủ.

## Thủ tướng trong các nền cộng hòa và quân chủ
Chức vụ Thủ tướng thường có tại các quốc gia quân chủ nghị viện (có vua và có quốc hội). Trong trường hợp này thủ tướng là người đứng đầu chính phủ, đưa ra các chính sách quốc gia. Do đó thủ tướng của các nước này chỉ chịu trách nhiệm với người dân thông qua các cuộc bầu cử.

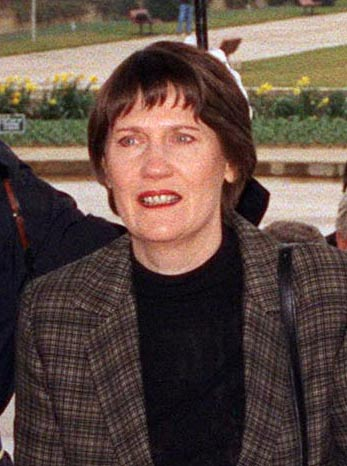
Helen Clark, cựu Thủ tướng New Zealand

Thủ tướng cũng thường có tại các quốc gia theo chế độ cộng hòa có tổng thống hay quốc trưởng. Trong trường hợp này thủ tướng là người được chỉ định bởi tổng thống để thi hành các chính sách của tổng thống. Các thủ tướng này hoàn toàn chịu trách nhiệm với người đề cử họ: tổng thống hay quốc trưởng, và chỉ có quyền lực hơn bộ trưởng một chút. Cá biệt có những chế độ dân chủ đại nghị như Đức, Ý, Ấn Độ... trong đó tổng thống chỉ mang tính nghi lễ, tương tự vua của các nước Anh, Nhật, nên thủ tướng chịu trách nhiệm trước quốc hội.

## Các tên gọi khác nhau
Chức vụ Thủ tướng có tên gọi khác nhau ở mỗi quốc gia, chủ yếu để thể hiện quyền hạn và nhiệm vụ.
| Quốc gia                                 | Danh xưng |
| ---------------------------------------- | --- |
| Áo, Đức và một số quốc gia nói tiếng Đức | Bundeskanzler / Kanzler |
| Bangladesh                               | Bengali: প্রধানমন্ত্রী , prodhan montri |
| Bhutan                                   | Lyonchhen |
| Buganda                                  | Katikkiro |
| Bulgaria                                 | Министър-председател, Ministar-predsedatel |
| Campuchia                                | នាយករដ្ឋមន្ត្រី, Néayuŏk-roătmôntrei |
| Canada                                   | Tiếng Anh: Prime Minister Tiếng Pháp: Premier ministre |
| Đan Mạch                                 | Danmarks statsminister |
| Đài Loan                                 | 行政院院長, Xíngzhèng yuàn yuànzhǎng |
| Estonia                                  | Peaminister |
| Eswatini                                 | Ndvunankhulu |
| Quần đảo Faroe                           | Faroese: Løgmaður Danish: Lagmand |
| Phần Lan                                 | Finnish: Suomen pääministeri Swedish: Finlands statsminister                                                                                               |
| Hy Lạp                                   | Prothypourgós tis Ellinikís Dimokratías |
| Greenland                                | Greenlandic: Naalakkersuisut siulittaasuat Danish: Landsstyreformand                                                                                       |
| Hungary                                  | Miniszterelnök |
| Iceland                                  | Forsætisráðherra Íslands |
| Ấn Độ                                    | Hindi: प्रधान मंत्री, Pradhān Mantrī |
| Israel                                   | Hebrew : רֹאשׁ הַמֶּמְשָׁלָה, Rosh HaMemshala |
| Ireland                                  | Taoiseach |
| Nhật Bản                                 | 内閣総理大臣, Naikaku-sōri-daijin |
| Latvia                                   | Ministru prezidents |
| Lithuania                                | Ministras Pirmininkas |
| Malaysia                                 | Perdana Menteri |
| Malta                                    | Prim Ministru ta' Malta |
| Montenegro                               | Premijer Crne Gore |
| Na Uy                                    | Statsminister |
| Nepal                                    | Nepali: प्रधानमन्त्री, Pradhān Mantrī |
| Hà Lan                                   | Minister-president van Nederland |
| Pakistan                                 | Urdu: وزیر اعظم, Wazīr-ē-Āzam |
| Ba Lan                                   | Prezes Rady Ministrów |
| Bồ Đào Nha                               | Primeiro Ministro |
| Romania                                  | Prim-ministrul Guvernului României |
| Nga                                      | Председатель Правительства Российской Федерации, Predsedatel' Pravitel'stva Rossiyskoy Federatsii                                                          |
| Singapore                                | Malay: Perdana Menteri Republik Singapura Chinese: 新加坡共和国总理, Xīnjiāpō gònghéguó zǒnglǐ Tamil: சிங்கப்பூர் குடியரசின் பிரதமர், Ciṅkappūr kuṭiyaraciṉ piratamar |
| Hàn Quốc                                 | Hangul: 국무총리 Hanja: 國務總理 RR: Gungmuchongni |
| Tây Ban Nha                              | Presidente del Gobierno |
| Sri Lanka                                | Sinhala: ශ්‍රී ලංකා අග්‍රාමාත්‍ය, Śrī Laṃkā agrāmāthya Tamil: இலங்கை பிரதமர் Ilaṅkai piratamar                                                                               |
| Thụy Điển                                | Statsminister |
| Thái Lan                                 | นายกรัฐมนตรี, Nayok Ratthamontri |
| Triều Tiên                               | Chosŏn'gŭl: 내각 총리 Hanja: 總理 MR: Naegak Ch'ongni |
| Trung Quốc                               | 中华人民共和国国务院总理, Zhōnghuá Rénmín Gònghéguó Guówùyuàn Zŏnglĭ                                                                                       |
| Việt Nam                                 | Thủ tướng Chính phủ |

## Danh sách Thủ tướng của các quốc gia trên thế giới
Dưới đây là danh sách thủ tướng các nước
| Quốc gia                             | Chức vụ bắt đầu | Danh sách có kê đảng phái hay không? | Nhiệm kỳ tính theo năm hay ngày? | Đương nhiệm                    |
| ------------------------------------ | --------------- | ------------------------------------ | -------------------------------- | ------------------------------ |
| Afghanistan                          | 1952            | -                                    | năm                              | Mullah Mohammad Hasan Akhund   |
| Albania                              | 1912            | -                                    | năm                              | Edi Rama                       |
| Algérie                              | 1962            | có                                   | năm                              | Aymen Benabderrahmane          |
| Andorra                              | 1982            | -                                    | năm                              | Xavier Espot Zamora            |
| Angola                               | 1975            | -                                    | ngày                             | (Chức vụ bị bãi bỏ)            |
| Anguilla                             | 1976            | có                                   | ngày                             | Ellis Webster                  |
| Antigua và Barbuda                   | 1981            | -                                    | năm                              | Gaston Browne                  |
| Armenia                              | 1918            | có                                   | ngày                             | Nikol Pashinyan                |
| Aruba                                | 1986            | -                                    | ngày                             | Evelyn Wever-Croes             |
| Úc                                   | 1901            | có                                   | ngày                             | Anthony Albanese               |
| Áo                                   | 1918            | có                                   | năm                              | Karl Nehammer                  |
| Azerbaijan                           | 1918            | có                                   | ngày                             | Ali Asadov                     |
| Bahamas                              | 1967            | -                                    | ngày                             | Philip Davis                   |
| Bahrain                              | 1970            | -                                    | năm                              | Salman bin Hamad Al Khalifa    |
| Bangladesh                           | 1971            | có                                   | ngày                             | Sheikh Hasina                  |
| Barbados                             | 1954            | có                                   | ngày                             | Mia Mottley                    |
| Belarus                              | 1990            | -                                    | ngày                             | Roman Golovchenko              |
| Bỉ                                   | 1918            | -                                    | ngày                             | Alexander De Croo              |
| Belize                               | 1973            | có                                   | năm                              | Johnny Briceño                 |
| Bénin                                | 1957            | có                                   | ngày                             | (Chức vụ bị bãi bỏ)            |
| Bermuda                              | 1968            | có                                   | ngày                             | E. David Burt                  |
| Bhutan                               | 1952            | có                                   | ngày                             | Lotay Tshering                 |
| Bosna và Hercegovina                 | 2006            | -                                    | ngày                             | Zoran Tegeltija                |
| Botswana                             | 1965            | có                                   | ngày                             | (Chức vụ bị bãi bỏ)            |
| Brasil                               | 1847            | có                                   | ngày                             | (Chức vụ bị bãi bỏ)            |
| Quần đảo Virgin thuộc Anh            | 1967            | có                                   | ngày                             | Andrew Fahie                   |
| Bulgaria                             | 1879            | có                                   | ngày                             | Kiril Metkov                   |
| Burkina Faso                         | 1971            | -                                    | ngày                             | Lassina Zerbo                  |
| Burundi                              | 1961            | có                                   | ngày                             | Alain-Guillaume Bunyoni        |
| Campuchia                            | 1996            | -                                    | năm                              | Hun Manet                      |
| Cameroon                             | 1960            | -                                    | ngày                             | Joseph Ngute                   |
| Canada                               | 1867            | có                                   | ngày                             | Mark Carney                    |
| Cabo Verde                           | 1975            | -                                    | ngày                             | Ulisses Correia e Silva        |
| Quần đảo Cayman                      | 1992            | có                                   | ngày                             | Wayne Panton                   |
| Cộng hòa Trung Phi                   | 1958            | -                                    | ngày                             | Henri-Marie Dondra             |
| Tchad                                | 1978            | -                                    | ngày                             | Albert Pahimi Padacké          |
| Cộng hòa Nhân dân Trung Hoa          | 1949            | -                                    | ngày                             | Lý Cường                       |
| Comoros                              | 1957            | có                                   | ngày                             | (Chức vụ bị bãi bỏ)            |
| Cộng hòa Congo                       | 1957            | có                                   | ngày                             | Anatole Collinet Makosso       |
| Cộng hòa Dân chủ Congo               | 1960            | có                                   | ngày                             | Jean-Michel Sama Lukonde       |
| Quần đảo Cook                        | 1965            | có                                   | ngày                             | Mark Brown                     |
| Côte d'Ivoire                        | 1957            | có                                   | ngày                             | Patrick Achi                   |
| Croatia                              | 1990            | -                                    | ngày                             | Andrej Plenković               |
| Bắc Síp                              | 1983            | có                                   | ngày                             | Faiz Sucuoğlu                  |
| Cuba                                 | 1940            | -                                    | ngày                             | Manuel Marrero Cruz            |
| Cộng hòa Séc                         | 1969            | -                                    | năm                              | Petr Fiala                     |
| Đan Mạch                             | 1848            | -                                    | năm                              | Mette Frederiksen              |
| Djibouti                             | 1977            | -                                    | ngày                             | Abdoulkader Kamil Mohamed      |
| Dominica                             | 1960            | -                                    | ngày                             | Roosevelt Skerrit              |
| Đông Timor                           | 2002            | -                                    | ngày                             | José Maria Vasconcelos         |
| Ai Cập                               | 1878            | -                                    | năm                              | Mostafa Madbouly               |
| Guinea Xích Đạo                      | 1963            | -                                    | ngày                             | Francisco Pascual Obama Asue   |
| Estonia                              | 1991            | -                                    | ngày                             | Kaja Kallas                    |
| Eswatini                             | 1967            | -                                    | năm                              | Cleopas Dlamini                |
| Ethiopia                             | 1942            | có                                   | ngày                             | Abiy Ahmed                     |
| Quần đảo Faroe                       | 1946            | -                                    | năm                              | Bárður á Steig Nielsen         |
| Fiji                                 | 1966            | -                                    | ngày                             | Frank Bainimarama              |
| Phần Lan                             | 1917            | có                                   | năm                              | Sanna Marin                    |
| Pháp                                 | 1815            | -                                    | năm                              | Gabriel Attal                  |
| Gabon                                | 1957            | có                                   | ngày                             | Rose Christiane Raponda        |
| Gambia                               | 1961            | -                                    | ngày                             | (Chức vụ bị bãi bỏ)            |
| Gruzia                               | 1918            | có                                   | ngày                             | Irakli Garibashvili            |
| Ghana                                | 1957            | -                                    | ngày                             | (Chức vụ bị bãi bỏ)            |
| Đức                                  | 1871            | có                                   | ngày                             | Olaf Scholz                    |
| Gibraltar                            | 1964            | có                                   | ngày                             | Fabian Picardo                 |
| Hy Lạp                               | 1833            | -                                    | ngày                             | Kyriakos Mitsotakis            |
| Greenland                            | 1979            | -                                    | năm                              | Múte Bourup Egede              |
| Grenada                              | 1954            | -                                    | năm                              | Keith Mitchell                 |
| Guernsey                             | 2007            | -                                    | ngày                             | Peter Ferbrache                |
| Guinée                               | 1972            | -                                    | ngày                             | Mohamed Béavogui               |
| Guiné-Bissau                         | 1973            | -                                    | ngày                             | Nuno Gomes Nabiam              |
| Guyana                               | 1953            | -                                    | ngày                             | Mark Phillips                  |
| Haiti                                | 1988            | -                                    | ngày                             | Ariel Henry (quyền)            |
| Hungary                              | 1848            | -                                    | ngày                             | Viktor Orbán                   |
| Iceland                              | 1904            | -                                    | ngày                             | Katrín Jakobsdóttir            |
| Ấn Độ                                | 1947            | có                                   | ngày                             | Narendra Modi                  |
| Indonesia                            | 1945            | có                                   | ngày                             | (Chức vụ bị bãi bỏ)            |
| Iran                                 | 1824            | -                                    | năm                              | (Chức vụ bị bãi bỏ)            |
| Iraq                                 | 1920            | -                                    | năm                              | Mustafa Al-Kadhimi             |
| Ireland                              | 1937            | có                                   | ngày                             | Micheál Martin                 |
| Israel                               | 1948            | -                                    | năm                              | Naftali Bennett                |
| Ý                                    | 1861            | -                                    | năm                              | Giorgia Meloni                 |
| Jamaica                              | 1959            | -                                    | năm                              | Andrew Holness                 |
| Nhật Bản                             | 1885            | -                                    | ngày                             | Ishiba Shigeru                 |
| Jersey                               | 2005            | -                                    | ngày                             | John Le Fondré                 |
| Jordan                               | 1944            | -                                    | ngày                             | Bisher Al-Khasawneh            |
| Kazakhstan                           | 1928            | -                                    | năm                              | Alihan Smaiylov                |
| Bắc Triều Tiên                       | 1948            | -                                    | năm                              | Kim Tok-hun                    |
| Hàn Quốc                             | 1948            | -                                    | năm                              | Han Duck-soo                   |
| Kuwait                               | 1962            | -                                    | ngày                             | Sabah Khalid al-Sabah          |
| Kyrgyzstan                           | 1991            | -                                    | ngày                             | Akylbek Japarov                |
| Lào                                  | 1941            | -                                    | năm                              | Sonexay Siphandone             |
| Latvia                               | 1990            | có                                   | ngày                             | Krišjānis Kariņš               |
| Liban                                | 1926            | -                                    | ngày                             | Najib Mikati                   |
| Lesotho                              | 1965            | có                                   | ngày                             | Moeketsi Majoro                |
| Libya                                | 1951            | -                                    | ngày                             | Abdul Hamid Dbeibeh            |
| Liechtenstein                        | 1921            | có                                   | ngày                             | Daniel Risch                   |
| Litva                                | 1990            | có                                   | ngày                             | Ingrida Šimonytė               |
| Luxembourg                           | 1959            | -                                    | năm                              | Xavier Bettel                  |
| Macedonia                            | 1991            | có                                   | ngày                             | Dimitar Kovačevski             |
| Madagascar                           | 1833            | -                                    | ngày                             | Christian Ntsay                |
| Malawi                               | 1963            | có                                   | ngày                             | (Chức vụ bị bãi bỏ)            |
| Malaysia                             | 1957            | có                                   | năm                              | Anwar Ibrahim                  |
| Mali                                 | 1957            | có                                   | ngày                             | Choguel Kokalla Maïga          |
| Malta                                | 1921            | có                                   | năm                              | Robert Abela                   |
| Đảo Man                              | 1986            | -                                    | năm                              | Alfred Cannan                  |
| Mauritania                           | 1957            | có                                   | ngày                             | Mohammed Ould Bilal            |
| Mauritius                            | 1961            | có                                   | ngày                             | Pravind Jugnauth               |
| Moldova                              | 1990            | -                                    | ngày                             | Natalia Gavrilița              |
| Monaco                               | 1911            | n/a                                  | ngày                             | Pierre Dartout                 |
| Mông Cổ                              | 1912            | có                                   | ngày                             | Luvsannamsrain Oyun-Erdene     |
| Montenegro                           | 1879            | có                                   | ngày                             | Zdravko Krivokapić             |
| Montserrat                           | 1960            | có                                   | ngày                             | Joseph Easton Taylor-Farrell   |
| Maroc                                | 1955            | có                                   | năm                              | Aziz Akhannouch                |
| Mozambique                           | 1974            | có                                   | ngày                             | Carlos Agostinho do Rosário    |
| Myanma                               | 1948            | có                                   | ngày                             | Min Aung Hlaing                |
| Namibia                              | 1990            | có                                   | ngày                             | Saara Kuugongelwa-Amadhila     |
| Nepal                                | 1953            | -                                    | ngày                             | Sher Bahadur Deuba             |
| Hà Lan                               | 1848            | có                                   | ngày                             | Mark Rutte                     |
| New Zealand                          | 1856            | có                                   | ngày                             | Christopher Luxon              |
| Niger                                | 1958            | có                                   | ngày                             | Ouhoumoudou Mahamadou          |
| Na Uy                                | 1814            | -                                    | năm                              | Jonas Gahr Støre               |
| Pakistan                             | 1947            | -                                    | ngày                             | Imran Khan                     |
| Palestine                            | 2003            | có                                   | ngày                             | Mohammad Shtayyeh              |
| Papua New Guinea                     | 1975            | có                                   | năm                              | James Marape                   |
| Peru                                 | 1975            | có                                   | ngày                             | Mirtha Vásquez                 |
| Philippines                          | 1899            | có                                   | ngày                             | (Chức vụ bị bãi bỏ)            |
| Ba Lan                               | 1917            | -                                    | ngày                             | Mateusz Morawiecki             |
| Bồ Đào Nha                           | 1834            | có                                   | ngày                             | António Costa                  |
| Qatar                                | 1972            | -                                    | ngày                             | Khalid bin Khalifa             |
| Romania                              | 1862            | -                                    | năm                              | Nicolae Ciucă                  |
| Nga                                  | 1991            | có                                   | ngày                             | Mikhail Mishustin              |
| Cộng hòa Artsakh                     | 1992            | -                                    | ngày                             | (chức vụ bị bãi bỏ)            |
| Rwanda                               | 1960            | có                                   | ngày                             | Édouard Ngirente               |
| Saint Kitts và Nevis                 | 1960            | -                                    | ngày                             | Timothy Harris                 |
| Saint Lucia                          | 1960            | -                                    | ngày                             | Philip J. Pierre               |
| Saint Vincent và Grenadines          | 1956            | -                                    | ngày                             | Ralph Gonsalves                |
| Samoa                                | 1875            | có                                   | ngày                             | Fiamē Naomi Mataʻafa           |
| São Tomé và Principe                 | 1974            | có                                   | ngày                             | Jorge Bom Jesus                |
| Sénégal                              | 1957            | có                                   | ngày                             | (chức vụ bị bãi bỏ)            |
| Serbia                               | 1805            | -                                    | năm                              | Ana Brnabić                    |
| Singapore                            | 1965            | -                                    | ngày                             | Hoàng Tuần Tài                 |
| Slovakia                             | 1918            | -                                    | ngày                             | Eduard Heger                   |
| Slovenia                             | 1990            | có                                   | năm                              | Janez Janša                    |
| Quần đảo Solomon                     | 1949            | có                                   | ngày                             | Manasseh Sogavare              |
| Somalia                              | 1949            | có                                   | ngày                             | Mohamed Hussein Roble          |
| Nam Phi                              | 1910            | -                                    | ngày                             | (Chức vụ bị bãi bỏ)            |
| Tây Ban Nha                          | 1902            | có                                   | năm                              | Pedro Sánchez                  |
| Sri Lanka                            | 1948            | -                                    | ngày                             | Mahinda Rajapaksa              |
| Sudan                                | 1952            | có                                   | ngày                             | (Chức vụ bị bãi bỏ)            |
| Thụy Điển                            | 1876            | có                                   | năm                              | Magdalena Andersson            |
| Syria                                | 1920            | -                                    | ngày                             | Hussein Arnous                 |
| Trung Hoa Dân quốc                   | 1911            | -                                    | ngày                             | Tô Trinh Xương                 |
| Tajikistan                           | 1992            | -                                    | ngày                             | Kokhir Rasulzoda               |
| Tanzania                             | 1960            | có                                   | ngày                             | Kassim Majaliwa                |
| Thái Lan                             | 1932            | -                                    | năm                              | Paetongtarn Shinawatra         |
| Togo                                 | 1956            | có                                   | ngày                             | Victoire Tomegah Dogbé         |
| Tokelau                              | 1992            | -                                    | ngày                             | Kerisiano Kalolo               |
| Tonga                                | 1876            | -                                    | năm                              | Fatafehi Fakafanua             |
| Trinidad và Tobago                   | 1956            | -                                    | ngày                             | Keith Rowley                   |
| Tunisia                              | 1969            | -                                    | ngày                             | Najla Bouden                   |
| Thổ Nhĩ Kỳ                           | 1920            | có                                   | ngày                             | (chức vụ bị bãi bỏ)            |
| Quần đảo Turks và Caicos             | 1976            | có                                   | ngày                             | Washington Misick              |
| Tuvalu                               | 1975            | n/a                                  | ngày                             | Kausea Natano                  |
| Uganda                               | 1961            | có                                   | ngày                             | Robinah Nabbanja               |
| Ukraina                              | 1990            | -                                    | ngày                             | Denys Shmyhal                  |
| Các Tiểu vương quốc Ả Rập Thống nhất | 1971            | -                                    | năm                              | Mohammed bin Rashid Al Maktoum |
| Anh                                  | 1721            | có                                   | ngày                             | Keir Starmer                   |
| Uzbekistan                           | 1995            | -                                    | ngày                             | Abdulla Aripov                 |
| Vanuatu                              | 1980            | có                                   | ngày                             | Bob Loughman                   |
| Vatican                              | 1644            | n/a                                  | năm                              | Pietro Parolin                 |
| Việt Nam                             | 1976            | có                                   | ngày                             | Phạm Minh Chính                |
| Yemen                                | 1990            | có                                   | năm                              | Maeen Abdulmalik Saeed         |
| Zambia                               | 1964            | có                                   | ngày                             | (Chức vụ bị bãi bỏ)            |
| Zimbabwe                             | 1980            | có                                   | ngày                             | (Chức vụ bị bãi bỏ)            |